# Co-Owner of a Lonely Heart
Co-Owner of a Lonely Heart est le quatrième épisode de la série télévisée britannique Class, spin-off de la série de science-fiction Doctor Who. Il est diffusé originellement sur BBC Three le 5 novembre 2016.

## Distribution
- Greg Austin : Charlie
- Fady Elsayed (en) : Ram
- Sophie Hopkins : April
- Vivian Oparah (en) : Tanya
- Katherine Kelly : Mlle Quill
- Jordan Renzo (en) : Matteusz Andrzejewski
- Pooky Quesnel (en) : Dorothea Ames
- Paul Marc Davis (en) : Corakinus
- Kelly Gough (en) : Rannus, Kharrus
- Aaron Neil : Varun
- Shannon Murray : Jackie
- Con O'Neill : Huw
- Pooja Shah (en) : Mme Shah
- Moses Adejimi, Ellie James : étudiantes
- Neil McCaul : Rannus (voix)

## Résumé
Alors qu'une invasion se prépare chez le peuple de l'Ombre afin de récupérer April et son cœur, la Terre se retrouve envahie par un nombre assez étonnant de pétales. Pendant ce temps, le père d'April est de retour...